# قوتشان
قوتشان هي مدينة إيرانية تقع في القسم المركزي من مقاطعة قوتشان في محافظة خراسان رضوي. حسب إحصاءات المركز الرسمي للإحصاءات الإيرانية في 2006 كان يسكن قوتشان 96953 شخص.